# Go-Kart Records
La Go-Kart Records è un'etichetta indipendente fondata nei primi anni novanta da Greg Ross e con sede a New York. È specializzata in musica punk, sebbene nel corso degli anni si sia guadagnata il soprannome di "The No-Category Label" (etichetta senza categoria), in quanto produce dischi di vario genere spaziando dal punk, all'hardcore punk ed al rock.
Nel 2003, per far fronte ai problemi di gestione della distribuzione in Europa, è nata anche la divisione Go-Kart Records Europe, con sede a Mannheim, in Germania.
Le band e gli artisti che lavorano o che hanno lavorato in passato con la Go-Kart includono: Lunachicks, Anti-Flag, Toxic Narcotic, Bambix, Buzzcocks, GBH.
Recentemente è stata inaugurata anche la Go-Kart Films che, con sede a Los Angeles, distribuisce film indipendenti.

## Artisti attuali
- 4ft Fingers
- Bambix
- Cougars
- Guff
- I Farm
- Ira
- Parasites
- Rifu
- Ten Foot Pole
- The Menzingers
- The Shocker
- The Spades
- Transmission0

## Artisti del passato
- 46 Short
- Amazombies
- Anti-Flag
- Boris the Sprinkler
- Brothers Of Conquest
- Buzzcocks
- Candy Snatchers
- Daycare Swindlers
- GBH
- Icons Of Filth
- INDK
- Jett Brando
- Lunachicks
- Manda and The Marbles
- Pigmy Love Circus
- Plan A Project
- Pseudo Heroes
- Sick On The Bus
- Star Strangled Bastards
- The Control
- The Meatmen
- Toxic Narcotic
- Two Man Advantage
- Vision of Disorder
- Weston